# Geografia de Roraima

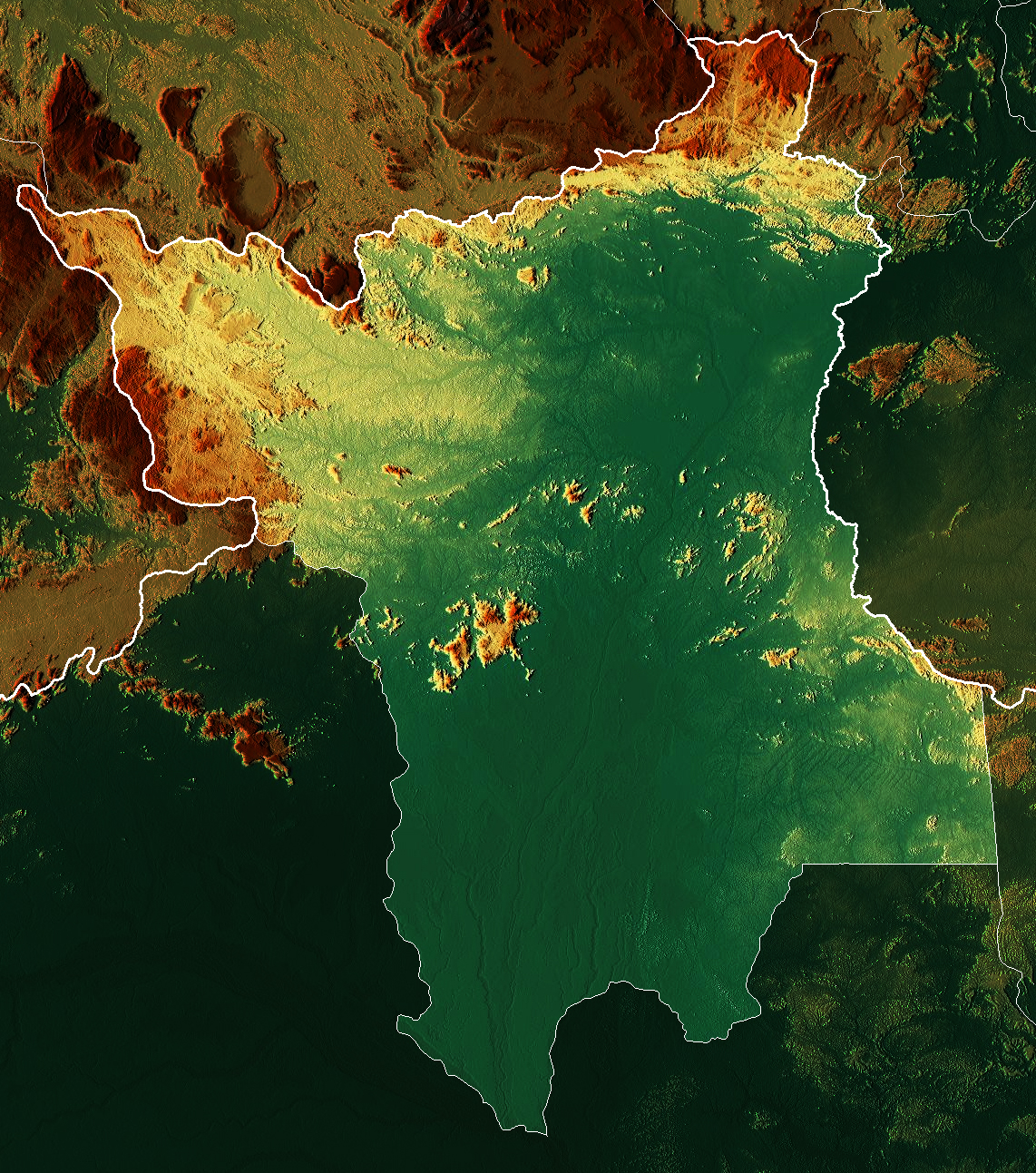
Mapa topográfico de Roraima.

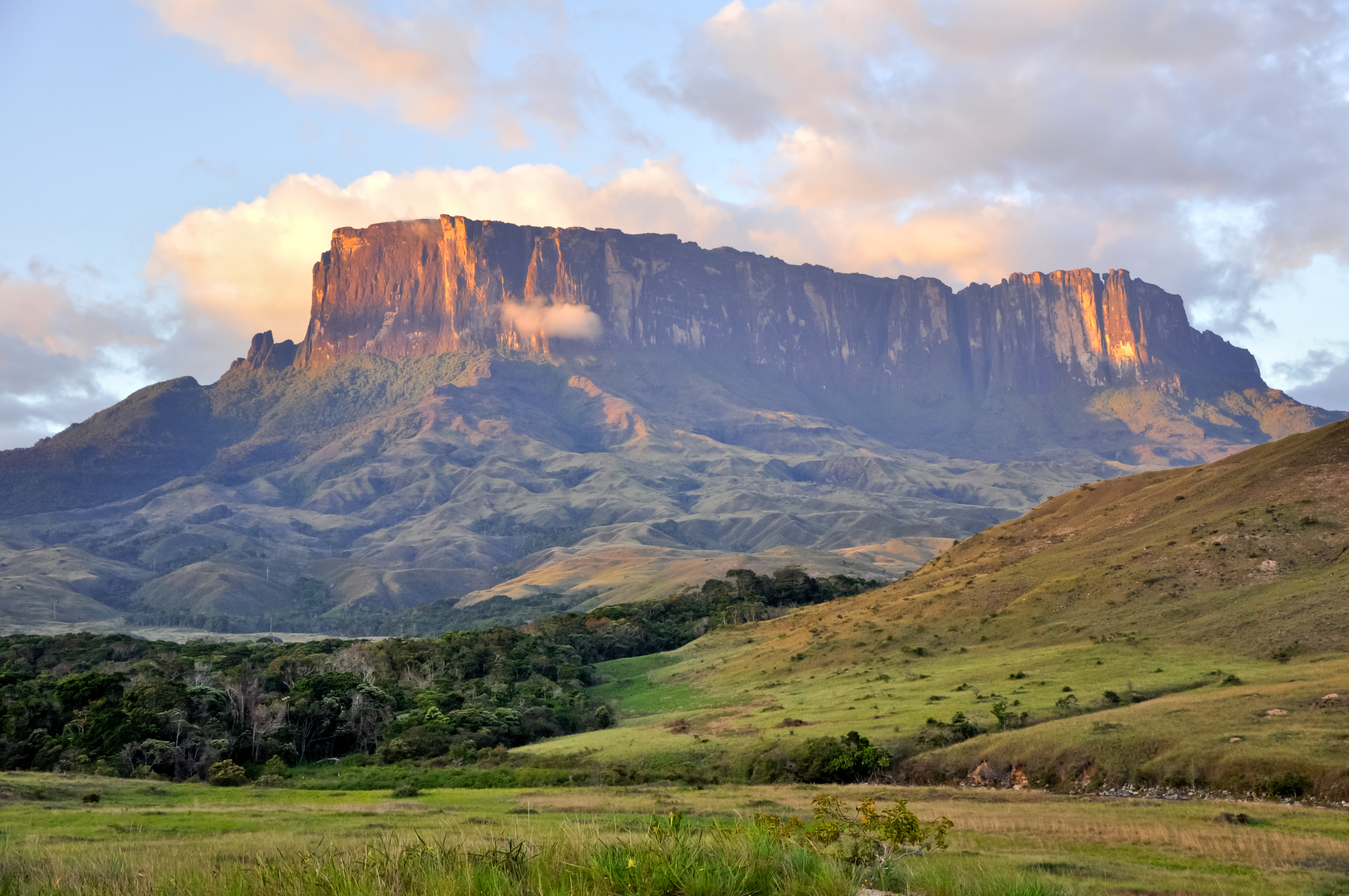
Monte Roraima, na fronteira tríplice de Brasil–Guiana–Venezuela.

A Geografia de Roraima, estado localizado na região Norte do Brasil, é marcada por contrastes e singularidades que refletem sua posição geográfica, clima e relevo característicos. Com uma área territorial significativa, porém uma das menores populações do país, Roraima abriga uma diversidade de paisagens e ecossistemas únicos, proporcionando um cenário de grande interesse geográfico e ambiental.
Roraima é formada por terrenos planos. Possui 1.932 quilômetros de fronteiras, a maior parte ocupada por terras indígenas. O relevo é bastante variado; junto às fronteiras da Venezuela e da Guiana ficam as serras de Parima e de Pacaraima, onde se encontra o monte Roraima, com 2.875 metros de altitude.

## Relevo
O relevo de Roraima é dominado por planaltos e serras, com destaque para o Planalto das Guianas, uma extensa formação geológica que se estende por boa parte do estado. No extremo norte, encontra-se o Monte Roraima, uma das montanhas mais famosas da região, que faz parte do Parque Nacional do Monte Roraima e atrai aventureiros e turistas de todo o mundo.
O relevo predominante é plano e com leves ondulações. Seu quadro morfológico é composto pelo:
- Planalto ondulado
- Escarpamentos setentrionais

Esses relevos são parte do planalto das Guianas, que segue pelo norte da planície amazônica.
O seu planalto ondulado é num grande pediplano, composto por maciços e picos isolados e dispersos.
Os escarpamentos setentrionais formam a borda de um planalto mais alto, estendendo-se especialmente sobre a Guiana e a Venezuela. Alguns exemplos são as serras Parima e Pacaraima e monte Roraima.

## Altitude
Aproximadamente 60% de sua superfície encontra-se abaixo de 200m; outros 25% da área total entre 200m e 300m; ainda há 14%, que estão entre 300 e 900m; e o restante (1%) está acima de 900m.

## Hidrografia

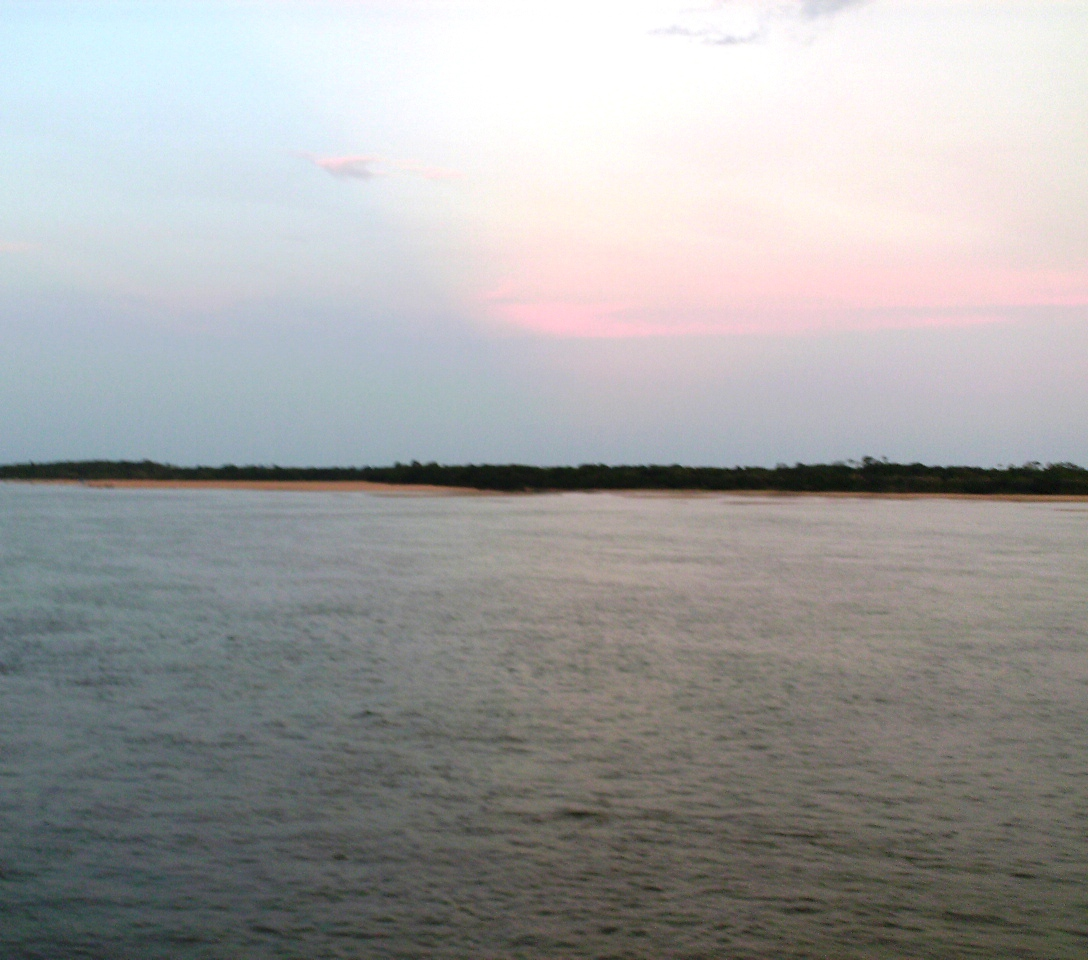
O Rio Branco é o maior e mais importante rio da região.

A hidrografia de Roraima é caracterizada pela presença de rios caudalosos e lagos, sendo os principais rios o Branco, o Uraricoera e o Tacutu, que fazem parte da bacia Amazônica. Além disso, o estado possui uma porção da bacia do rio Orinoco, que contribui para a diversidade de ecossistemas e para a riqueza da fauna e flora local.
A hidrografia do estado de Roraima faz parte da bacia do rio Amazonas e baseia-se basicamente na sub-bacia do rio Branco (45.530 km²). Este rio é um dos rios afluentes do rio Negro.
Principais afluentes do rio Branco:
- Rio Água Boa do Univiní
- Rio Ajarani
- Rio Catrimari - (17.269 km²) ou Catrimani
- Rio Cauamé
- Rio Mucajaí - (21.602 km²)
- Rio Xeruini

Além destes rios, destaque para:
- Rio Anauá - (25.151 km²)
- Rio Tacutú - (42.904 km²)
- Rio Uraricoera - (52.184 km²)

## Clima

Tipos de clima de Roraima.

Em Roraima predomina o clima similar ao de outros estados da Região Norte que abrigam a Floresta Amazônica, basicamente variações do clima tropical como o equatorial e o tropical úmido, também conhecido como clima de monção. A temperatura média ocorrida durante o ano, varia de 20 °C em pontos de relevos com maiores altitudes, e 38 °C em áreas de relevo suave ou plano. O índice pluviométrico na parte oriental é cerca de 2.000 milímetros. Na parte ocidental é de aproximadamente 1.500 milímetros. Na capital e em proximidades, os índices atingem 2.600 milímetros.
De modo geral, o clima varia de acordo com a região. Segundo a classificação climática de Köppen-Geiger, o sul e o oeste do estado apresentam um clima equatorial quente e úmido (Af). A temperatura média anual varia de 25° a 28 °C. No norte e no leste, o clima apresentado é o tropical de monção (Am), onde a temperatura média é semelhante as demais regiões do estado, porém o índice pluviométrico é menor, e a estação de seca é bem definida.
Apesar da latitude, no extremo noroeste e nordeste, nas áreas mais elevadas do estado, é possível encontrar padrões climáticos compatíveis com os de climas subtropicais úmidos (Cfa e Cwa), como na região em torno do Monte Roraima, que apresenta temperatura média anual entre 20 e 22 °C, e uma estação seca entre os meses de dezembro e março.

## Vegetação
A vegetação predominante no estado é a de floresta tropical (revestindo aproximadamente 72% da área total), recobrindo especialmente as porções meridionais  e ocidentais.
Campos e cerrados, conhecidos regionalmente como "lavrados", correspondem aos 28% restantes, revestindo as áreas setentrionais e orientais do estado.
A diversidade de vegetação em Roraima inclui florestas de terra firme, áreas de várzea, campos inundáveis, savanas de cerrado e vegetação de campinarana, esta última característica das áreas mais elevadas e rochosas. Essa variedade de ecossistemas proporciona abrigo para uma grande variedade de espécies de plantas e animais, muitas das quais endêmicas da região.

## Unidades de conservação
Em Roraima o IBAMA administra 8 unidades de conservação: 3 parques nacionais, 3 estações ecológicas e 2 florestas nacionais, totalizando 15.539,93 km², ou 6,9975% dos 224.298,980 km² (IBGE) da área territorial do Estado.
- Parque Nacional do Monte Roraima - Decreto de criação: 97.887/1989. Área: 116.000 ha. Localizado no município de Uiramutã. Recentemente esse parque perdeu um pouco da sua área devido à homologação da Reserva Indígena Raposa Serra do Sol.
- Parque Nacional do Viruá - Decreto de criação: s/n/1998. Área: 227.011 ha. Localizado no município de Caracaraí.
- Parque Nacional Serra da Mocidade - Decreto de criação: s/n/1998. Área: 350.960 ha. Localizado no município de Caracaraí.
- Estação Ecológica de Maracá - Decreto de criação: 86.061/1981. Área: 101.312 ha. Localizada no município de Amajari.
- Estação Ecológica de Cacararaí - Decreto de criação: 87.222/1982. Área: 80.560 ha. Localizada no município de Caracaraí.
- Estação Ecológica do Niquiá - Decreto de criação: 91.306/1985. Área: 286.600 ha. Localizada no município de Caracaraí.
- Floresta Nacional de Roraima - Decreto de criação: 97.545/1989. Área: 132.000 ha. Localizada nos municípios de Mucajaí e Alto Alegre.
- Floresta Nacional do Anauá - Decreto de criação: 18 de Fevereiro de 2005. Área: 259.550 ha. Localizada no município de Rorainópolis.

Apesar de sua riqueza natural, Roraima enfrenta desafios relacionados à conservação ambiental, ao desenvolvimento sustentável e à preservação dos direitos das populações indígenas, que compõem uma parte significativa de sua demografia. A pressão por atividades econômicas como mineração, agropecuária e infraestrutura pode representar ameaças à biodiversidade e aos modos de vida tradicionais.
No entanto, Roraima também apresenta oportunidades para o ecoturismo, a pesquisa científica e o manejo sustentável dos recursos naturais, que podem contribuir para o desenvolvimento econômico e social do estado, ao mesmo tempo em que se promove a conservação do meio ambiente e o respeito à diversidade cultural. O equilíbrio entre desenvolvimento e preservação é fundamental para garantir um futuro sustentável para Roraima e suas riquezas naturais.

## Etnias indígenas
Quando foi descoberta pelos portugueses (em meados do século XVIII), Roraima era habitada especialmente por indígenas.
Os indígenas apresentavam-se em sua maior parte pertencentes ao troncos dos Caribes, essa é a base da maioria dos povos indígenas do estado (Macuxi, Taurepang, Ingarikó, Patamanona, Wai-wai e Waimiri-atroari). Pertencentes ao tronco linguístico Arawak existem os Wapixama. Os Ianomâmi, ou Yanomami, pertencem  à família linguística Yanomami, não classificada em tronco linguístico.
Roraima também reconhece a identidade mestiça.O Dia do Mestiço é data oficial no estado.